# Love Me Just a Little Bit More (Totally Hooked on You)
Love Me Just a Little Bit More (Totally Hooked on You) is de grootste hit van de meidengroep Dolly Dots, uitgebracht in 1983. De plaat stond één week op nummer 1 in de Nederlandse Top 40, maar kwam zowel in de TROS Top 50 als in de Nationale Hitparade niet verder dan nummer 2.
Het nummer is geschreven door Peter van Asten en Richard de Bois. Er zijn remixen en covers van gemaakt.

## Hitlijsten

### Nederlandse Top 40
| Hitnotering: 03-12-1983 t/m 18-02-1984 | Hitnotering: 03-12-1983 t/m 18-02-1984 | Hitnotering: 03-12-1983 t/m 18-02-1984 | Hitnotering: 03-12-1983 t/m 18-02-1984 | Hitnotering: 03-12-1983 t/m 18-02-1984 | Hitnotering: 03-12-1983 t/m 18-02-1984 | Hitnotering: 03-12-1983 t/m 18-02-1984 | Hitnotering: 03-12-1983 t/m 18-02-1984 | Hitnotering: 03-12-1983 t/m 18-02-1984 | Hitnotering: 03-12-1983 t/m 18-02-1984 | Hitnotering: 03-12-1983 t/m 18-02-1984 | Hitnotering: 03-12-1983 t/m 18-02-1984 | Hitnotering: 03-12-1983 t/m 18-02-1984 |
| Week                                   | 1                                      | 2                                      | 3                                      | 4                                      | 5                                      | 6                                      | 7                                      | 8                                      | 9                                      | 10                                     | 11                                     |                                        |
| -------------------------------------- | -------------------------------------- | -------------------------------------- | -------------------------------------- | -------------------------------------- | -------------------------------------- | -------------------------------------- | -------------------------------------- | -------------------------------------- | -------------------------------------- | -------------------------------------- | -------------------------------------- | -------------------------------------- |
| Nummer                                 | 26                                     | 14                                     | 7                                      | 5                                      | 2                                      | 2                                      | 1                                      | 2                                      | 5                                      | 20                                     | 38                                     | uit                                    |

### NederlandseSingle Top 100
| Hitnotering: 03-12-1983 t/m 25-02-1984 | Hitnotering: 03-12-1983 t/m 25-02-1984 | Hitnotering: 03-12-1983 t/m 25-02-1984 | Hitnotering: 03-12-1983 t/m 25-02-1984 | Hitnotering: 03-12-1983 t/m 25-02-1984 | Hitnotering: 03-12-1983 t/m 25-02-1984 | Hitnotering: 03-12-1983 t/m 25-02-1984 | Hitnotering: 03-12-1983 t/m 25-02-1984 | Hitnotering: 03-12-1983 t/m 25-02-1984 | Hitnotering: 03-12-1983 t/m 25-02-1984 | Hitnotering: 03-12-1983 t/m 25-02-1984 | Hitnotering: 03-12-1983 t/m 25-02-1984 | Hitnotering: 03-12-1983 t/m 25-02-1984 | Hitnotering: 03-12-1983 t/m 25-02-1984 | Hitnotering: 03-12-1983 t/m 25-02-1984 |
| Week                                   | 1                                      | 2                                      | 3                                      | 4                                      | 5                                      | 6                                      | 7                                      | 8                                      | 9                                      | 10                                     | 11                                     | 12                                     | 13                                     |                                        |
| -------------------------------------- | -------------------------------------- | -------------------------------------- | -------------------------------------- | -------------------------------------- | -------------------------------------- | -------------------------------------- | -------------------------------------- | -------------------------------------- | -------------------------------------- | -------------------------------------- | -------------------------------------- | -------------------------------------- | -------------------------------------- | -------------------------------------- |
| Nummer                                 | 25                                     | 9                                      | 4                                      | 4                                      | 3                                      | 2                                      | 2                                      | 3                                      | 4                                      | 3                                      | 9                                      | 31                                     | 35                                     | uit                                    |

### NPO Radio 2 Top 2000
| Nummer met noteringen in de NPO Radio 2 Top 2000       | '99 | '00 | '01  | '02 | '03  | '04  | '05  | '06  | '07  | '08  | '09  | '10  | '11  | '12-'19 | '20  | '21  | '22  | '23  | '24  |
| ------------------------------------------------------ | --- | --- | ---- | --- | ---- | ---- | ---- | ---- | ---- | ---- | ---- | ---- | ---- | ------- | ---- | ---- | ---- | ---- | ---- |
| Love Me Just a Little Bit More (Totally Hooked on You) | 906 | -   | 1254 | 980 | 1485 | 1290 | 1736 | 1808 | 1462 | 1538 | 1263 | 1746 | 1870 | -       | 1668 | 1506 | 1667 | 1683 | 1857 |

1. ↑  Een '-' betekent dat het nummer niet was genoteerd en een vetgedrukt getal geeft de hoogste notering aan.